# Il diario del vampiro - L'anima nera
 Il diario del vampiro - L'anima nera è il 7º libro della saga di Il diario del vampiro di Lisa J. Smith, pubblicato nel 2010 negli Stati Uniti e il 18 marzo 2010 in italiano. È la prima parte di The Vampire Diaries. The Return: Shadow Souls.

## Trama
Elena, Damon e Matt si dirigono verso la Dimensione Oscura per liberare Stefan. Quando Matt si accorge che Elena e Damon stanno diventando troppo intimi, torna a Fell's Church, chiedendo a Bonnie e Meredith di sostituirlo. Lui resterà a Fell's Church per aiutare la signora Flowers, una strega, a combattere contro i Malach, esseri tentacolari che stanno prendendo il controllo degli abitanti. Bonnie e Meredith raggiungono quindi l'amica e il vampiro ed entrano nella Dimensione Oscura fingendosi schiave di Damon, poiché è l'unico modo che consente agli esseri umani di attraversare il Demon Gate. Elena, nel frattempo, si accorge di nutrire dei profondi sentimenti per Damon, con cui scambia il sangue parecchie volte, e capisce che, una volta salvato Stefan, dovrà scegliere con quale dei due fratelli intende stare.

## Edizioni
- Lisa Jane Smith, Il diario del vampiro. L'anima nera, Nuova Narrativa Newton, 2010,  pp. 240 pagine, ISBN 978-88-541-1764-8.
- Lisa Jane Smith, Il diario del vampiro. Il ritorno - Scende la notte - L'anima nera, Grandi Tascabili Contemporanei, 2013,  pp. 544 pagine, ISBN 978-88-541-4689-1.
- Lisa Jane Smith, Il diario del vampiro. 10 romanzi in 1, I Superinsuperabili, 2013,  pp. 1472 pagine, ISBN 978-88-541-5516-9.
- Lisa Jane Smith, Il diario del vampiro. L'anima nera, Newton Compton collana King, 12 luglio 2018, pp. 256 pagine, ISBN 978-8822718013.